# Khairul Anuar Mohamad
Khairul Anuar Mohamad, född 22 september 1991, är en malaysisk bågskytt. Han deltog vid olympiska sommarspelen 2012, olympiska sommarspelen 2016 och olympiska sommarspelen 2020.